# Gary Lux
Gary Lux, de son vrai nom Gerhard Lux (né le 26 janvier 1959 en Ontario, Canada) est un chanteur autrichien.

## Biographie
Gerhard Lux arrive enfant en Autriche. Il suit une formation en électronique, mais se consacre à la musique, en particulier au piano.
Avec le groupe Westend, formé à l'occasion, il participe pour l'Autriche au Concours Eurovision de la chanson 1983. En 1984, il finit second du concours de sélection avec Komm Hoit Mi en duo avec Gitti Seuberth mais il y participe en tant que choriste d'Anita. Il revient au concours en solo en 1985 et en 1987.
À la fin des années 1980, il part vivre en Amérique. À Los Angeles, il travaille avec John Travolta, Chick Corea et Julia Migenes. Comme musicien, il part en tournée avec Wolfgang Ambros, Rainhard Fendrich et Georg Danzer.
Pour le concours de 1994, il écrit pour l'Autriche Solitaire, interprétée par Three Girl Madhouse, qui n'est pas retenue.
Lux devient le directeur musical de programmes tels que Grand Prix der Volksmusik (de), Starnacht (de) am Wörthersee, Starnacht im Montafon et Wenn die Musi spielt Sommer Openair. Pour l'émission de charité Licht ins Dunkel diffusé sur ÖRF, il compose Wer hat Recht qu'il chante en compagnie de Marianne Mendt, Sigrid Hauser (de), Andreas Steppan (de) et Viktor Gernot (de). Cette chanson succède comme hymne à Bring ein Licht de Udo Jürgens. En outre, il écrit et produit Wie beim ersten Mal, l'album anniversaire de Ö3, qui reste quatorze semaines dans les meilleures ventes autrichiennes.

## Participations auConcours Eurovision de la chanson
- 1983 : Hurricane, comme membre de Westend, 9e place.
- 1984 : Einfach weg, comme choriste d'Anita, 19e place.
- 1985 : Kinder dieser Welt , comme artiste principal, 8e place.
- 1987 : Nur noch Gefühl, comme artiste principal, 20e place.
- 1993 : Maria Magdalena, comme choriste de Tony Wegas, 14e place.
- 1995 : Die Welt dreht sich verkehrt, comme choriste de Stella Jones, 13e place.